# Żmigród
Żmigród là một thị trấn thuộc huyện Trzebnicki, tỉnh Dolnośląskie ở miền tây nam Ba Lan. Thị trấn có diện tích 9 km². Đến ngày 1 tháng 1 năm 2011, dân số của thị trấn là 6519 người và mật độ 687 người/km².